# Buzrukxoʻja Usmonxoʻjayev
Buzrukxoʻja Usmonxoʻjayev (uzb. cyr. Бузрукхўжа Усмонхўжаев; ros. Бузрукходжа Усманходжаев, Buzrukchodża Usmanchodżajew; ur. 1896 we wsi Uyrot w obwodzie fergańskim, zm. 25 maja 1977 w Ferganie) – radziecki działacz państwowy i partyjny, Bohater Pracy Socjalistycznej (1971).

## Życiorys
Urodzony w rodzinie uzbeckiego robotnika rolnego, w 1916 brał aktywny udział w powstaniu w mieście Rishton, gdzie 12 lipca 1916 miała miejsce regularna bitwa na dziedzińcu meczetu "Xoʻja ilgʻor" między buntownikami a naczelnikiem policji i jego ochroną. W latach 1917–1923 brał aktywny udział w walkach o ustanowienie władzy bolszewickiej w Kotlinie Fergańskiej, 1921-1922 był sekretarzem rady wiejskiej, 1922-1923 inspektorem aprowizacji gminy Rishton, a 1923-1924 przewodniczącym komchozu i komitetu rewolucyjnego. Od 1924 należał do RKP(b)/WKP(b). W latach 1926–1927 i 1930-1933 był przewodniczącym bagdadzkiego rejonowego komitetu wykonawczego, 1927-1929 kierownikiem wydziału rolnego Okręgu Fergańskiego, 1933-1942 przewodniczącym kolejno Izbaksańskiego i Kaganowiczskiego Rejonowego Komitetu Wykonawczego, 1942-1952 przewodniczącym Komitetu Wykonawczego Fergańskiej Rady Obwodowej, a 1952-1977 szefem Zarządu Eksploatacji Wielkiego Kanału Fergańskiego. Był deputowanym do Rady Najwyższej ZSRR 2 kadencji (1946-1950), a także deputowanym do Rady Najwyższej Uzbeckiej SRR i członkiem KC Komunistycznej Partii Uzbekistanu.

## Odznaczenia
- Medal Sierp i Młot Bohatera Pracy Socjalistycznej (8 kwietnia 1971)
- Order Lenina (trzykrotnie - 23 grudnia 1939, 16 stycznia 1950 i 8 kwietnia 1971)
- Order Czerwonego Sztandaru Pracy (czterokrotnie - 25 grudnia 1944, 23 stycznia 1946, 11 stycznia 1957 i 30 kwietnia 1966)
- Order Wojny Ojczyźnianej II klasy (1 lutego 1945)
- Order Czerwonej Gwiazdy (6 lutego 1947)
- Order „Znak Honoru” (1 października 1945)

I medale.